# Marcilly-sur-Tille
Marcilly-sur-Tille – miejscowość i gmina we Francji, w regionie Burgundia-Franche-Comté, w departamencie Côte-d’Or.
Według danych na rok 1990 gminę zamieszkiwały 1403 osoby, a gęstość zaludnienia wynosiła 193 osoby/km² (wśród 2044 gmin Burgundii Marcilly-sur-Tille plasuje się na 159. miejscu pod względem liczby ludności, natomiast pod względem powierzchni na miejscu 1095.).